# The Bell of Justice
The Bell of Justice è un cortometraggio muto del 1911. Il nome del regista non viene riportato nei credit del film che, prodotto dalla Vitagraph Company of America, aveva come interpreti Alec B. Francis, Bertha Krieghoff, Harry T. Morey, Robert Gaillard e Mary Maurice.

## Produzione
Il film fu prodotto dalla Vitagraph Company of America.

## Distribuzione
Distribuito dalla General Film Company, il film - un cortometraggio in una bobina - uscì nelle sale cinematografiche statunitensi l'11 agosto 1911.